# Barbara Krzyżanowska-Świniarska
Barbara Krystyna Krzyżanowska-Świniarska (ur. 11 listopada 1941, zm. 1 sierpnia 2015 w Szczecinie) – polska lekarz chorób wewnętrznych, prof. dr. hab. n. med.

## Wykształcenie
W 1964 ukończyła Pomorską Akademię Medyczną, w 1975 uzyskała tytuł specjalisty chorób wewnętrznych, a trzy lata później została doktorem nauk medycznych. W 1997 uzyskała stopień doktora habilitowanego, a rok później została specjalistą endokrynologiem. W 2005 uzyskała tytuł naukowy profesora. W 2006 ukończyła trzecią specjalizację w zakresie hipertensjologii. 
Od 2001 należała do rady programowej szczecińskiego Uniwersytetu Trzeciego Wieku.

## Praca naukowa
Prowadzone przez prof. Barbarę Krzyżanowską-Świniarską prace badawcze były związane z zaburzeniami osi podwzgórzowo-przysadkowej, a także ich wpływem na otyłość i karłowatość. Pełniła funkcję wiceprezesa Zarządu Głównego Polskiego Towarzystwa Badań nad Otyłością oraz koordynatora Narodowego Programu Zapobiegania i Leczenia Otyłości, była również członkiem Komisji Bioetycznej przy Okręgowej Izbie Lekarskiej w Szczecinie.

## Odznaczenia
- Złoty Krzyż Zasługi;
- Krzyż Kawalerski Orderu Odrodzenia Polski.